# Calyptranthes boldinghii
Calyptranthes boldinghii är en myrtenväxtart som beskrevs av Ignatz Urban. Calyptranthes boldinghii ingår i släktet Calyptranthes och familjen myrtenväxter. Inga underarter finns listade i Catalogue of Life.